# Medina (manzana)
Medina es una variedad cultivar de manzano (Malus domestica). 
Un híbrido del cruce de 'Deacon Jones' x Delicious. Criado en 1911 por Richard Wellington en la «New York State Agricultural Experiment Station» (Estación experimental agrícola del estado de Nueva York), Geneva Estado de Nueva York. Fue introducido en los circuitos comerciales en 1923. Los frutos tienen una pulpa firme, tierna, bastante gruesa con un sabor dulce, subácido, aromático y perfumado.

## Historia
'Medina' es una variedad de manzana, híbrido del cruce de 'Deacon Jones' x Delicious. Desarrollado y criado a partir de 'Deacon Jones' mediante una polinización por la variedad 'Delicious'. Criado en 1911 por Richard Wellington en la «New York State Agricultural Experiment Station» (Estación experimental agrícola del estado de Nueva York), Geneva Estado de Nueva York (Estados Unidos).  Fue introducido en los circuitos comerciales en 1923.
'Medina' está cultivada en diversos bancos de germoplasma de cultivos vivos tales como en National Fruit Collection (Colección Nacional de Fruta) de Reino Unido con el número de accesión: 1952-046 y Nombre Accesión : Medina.

## Características
'Medina' árbol de extensión erguida, de vigor moderadamente vigoroso, portador de espuela. Tiene un tiempo de floración que comienza a partir del 7 de mayo con el 10% de floración, para el 12 de mayo tiene una floración completa (80%), y para el 20 de mayo tiene un 90% caída de pétalos. Presenta vecería.
'Medina' tiene una talla de fruto de medio a grande; forma cónica redonda a cónica larga con lados claramente angulares y acanalados, con altura de 63.00mm y anchura de 70.50mm; con nervaduras fuertes; epidermis con color de fondo es amarillo, con un sobre color naranja, importancia del sobre color medio-alto, y patrón del sobre color chapa / rayas presentando un lavado en rojo con un patrón de rayas más oscuras en la cara expuesta al sol, las lenticelas oscuras y puntiformes son visibles en las caras sombreadas, "russeting" (pardeamiento áspero superficial que presentan algunas variedades) bajo; cáliz mediano y parcialmente abierto, ubicado en una cuenca moderadamente profunda y estrecha que está rodeada por una corona claramente protuberante e irregular; pedúnculo corto y delgado; carne es de color crema amarillento, de grano grueso, firme, tierna. Sabor dulce, vivaz, aromático y perfumado.
Su tiempo de recogida de cosecha se inicia a mediados de octubre. Se mantiene bien durante tres meses en cámara frigorífica.

## Usos
Una buena manzana de uso de postre fresca en mesa.

## Ploidismo
Diploide, auto estéril. Grupo de polinización: D, Día 12.